# Костурска епархия (Римокатолическа църква)
 Тази статия е за римокатолическата епархия.  За православната вижте Костурска епархия.  
Костурската епархия (на латински: Dioecesis Castoriensis) е титулярна епископия на Римокатолическата църква с номинално седалище в македонския град Костур (Кастория), Гърция. Известни са 10 римокатолически епископи на Костур от XIII до XV век. Епископията е подчинена на Тиванската архиепископия в 1933 г. с Index sedium titularium. Преди това е подчинена на Охридската арпхиепископия.

## Епископи
Латински епископи
| Име      | Име | Управление                   | Забележка | Години |
| -------- | --- | ---------------------------- | --------- | ------ |
| Анонимен |     | споменат на 4 октомври 1208  |           |        |
| Анонимен |     | споменат на 4 октомври 1210  |           |        |
| Анонимен |     | споменат на 24 февруари 1218 |           |        |

Титулярни епископи
| Име                               | Име                                | Управление                          | Забележка                                                                                 | Години                             |
| --------------------------------- | ---------------------------------- | ----------------------------------- | ----------------------------------------------------------------------------------------- | ---------------------------------- |
| Франсис Сексело                   | Francis Sexello                    | 7 януари 1507 – ?                   | викарен епископ на Бат и Уелс                                                             |                                    |
| Хуан Лопес                        | Juan López                         | 22 септември 1520 – ?               | викарен епископ на Кория                                                                  |                                    |
| Франсоа Досайо                    | François Daussayo                  | 18 март 1531                        | викарен епископ на Дол                                                                    |                                    |
| Гедеон ван дер Грахт              | Gedeon Van der Gracht              | 10 януари 1536 – ?                  | викарен епископ на Лиеж                                                                   | 1480 – ?                           |
| Шарл Пинело                       | Charles Pinello                    | 16 април 1546 – ?                   | викарен епископ на Дол                                                                    |                                    |
| Естебан де Есмир                  | Esteban de Esmir                   | 11 април 1639 – 1 януари 1641       | епископ коадютор на Хуеска, в епископ на Хуеска                                           | ? – 21 февруари 1654               |
| Йоханес Баптиста ван Нееркасел    | Johannes Baptista van Neercassel   | 23 юни 1662 – 6 юни 1686            | апостолически викарий коадютор на Батавия, апостолически викарий в Батавия                | 1625 – 6 юни 1686                  |
| Джоакино Мария Олди               | Gioacchino Maria Oldi              | 3 март 1725 – 9 декември 1726       | викарен епископ на Остия, в епископ на Терачина                                           | 9 юли 1671 – 3 ноември 1749        |
| Паоло Сандули                     | Paolino Sandulli                   | 17 март 1727 – ?                    |                                                                                           | януари 1661 – ?                    |
| Шарл ла Мот                       | Charles La Mothe                   | 5 февруари 1793 – 22 май 1816       | апостолически викарий коадютор на Западен Тонкин                                          | 1751 – 22 май 1816                 |
| Жан-Жак Герар                     | Jean-Jacques Guérard               | 23 май 1816 – 18 юни 1823           | апостолически викарий коадютор на Западен Тонкин                                          | 8 януари 1761 – 18 юни 1823        |
| Жан-Франсоа Оливие                | Jean-François Ollivier             | 6 април 1824 – 27 май 1827          | апостолически викарий коадютор на Западен Тонкин                                          | 9 септември 1791 – 27 май 1827     |
| Жозеф-Мари-Пелаги Хавар           | Joseph-Marie-Pélagie Havard        | 21 март 1828 – 5 юли 1838           | апостолически викарий коадютор на Западен Тонкин, апостолически викарий на Западен Тонкин | – 5 юли 1838                       |
| Франсиско Ферейра де Асеведо      | Francisco Ferreira de Azevedo      | 29 септември 1833 – 25 юли 1844     | в епископ на Гояс                                                                         | 2 февруари 1765 – 12 август 1854   |
| Джон Фенели                       | John Fennelly                      | 30 април 1841 – 23 януари 1868      | апостолически викарий на Мадрас                                                           | ? – 23 януари 1868                 |
| Йохан Якоб Крафт                  | Johann Jakob Kraft                 | 24 септември 1868 – 9 юни 1884      | викарен епископ на Трир                                                                   | 18 март 1806 – 9 юни 1884          |
| Франьо Гашпарич                   | Francesco Gašparić                 | 13 ноември 1884 – 21 юли 1897       | викарен епископ на Загребската архиепархия                                                | 2 април 1822 – 21 юли 1897         |
| Гаспар Фелицян Циртовт            | Gaspar Felicjan Cyrtowt            | 2 август 1897 – 7 април 1910        | викарен епископ на Жемайтия, в епископ на Жемайтия                                        | 1 юни 1841 – 20 септември 1913     |
| Мари-Огюст Шапюи                  | Marie-Auguste Chapuis              | 6 март 1911 – 21 май 1913           | епископ коадютор на Кумбаконам, епископ на Кумбаконам                                     | 20 април 1869 – 14 юли 1930        |
| Ференц Госман                     | Ferenc Gossman                     | 1 юли 1913 – 11 октомври 1931       | викарен епископ на Вац                                                                    | 1 януари 1870 – 11 октомври 1931   |
| Хоакин Биенвенидо Алкайде и Буесо | Joaquín Bienvenido Alcaide y Bueso | 15 декември 1931 – 21 февруари 1943 | апостолически викарий на Гоахира                                                          | 15 ноември 1879 – 21 февруари 1943 |
| Станислас Курбе                   | Stanislas Courbe                   | 22 юни 1943 – 22 април 1971         | викарен епископ на Париж                                                                  | 8 септември 1886 – 22 април 1971   |